# وارکرفت (فیلم)
وارکرفت (به انگلیسی: Warcraft) فیلمی در ژانر حماسی فانتزی آمریکایی به کارگردانی دانکن جونز و نویسندگی جونز، چارلز لیویت و کریس متزن است که بر اساس مجموعه بازی‌های ویدئویی وارکرفت ساخته شده‌است و داستانش در دنیای آزروت اتفاق می‌افتد. از بازیگران فیلم می‌توان به تراویس فیمل، پائولا پاتون، بن فاستر، دومینیک کوپر، توبی کبل، رابرت کازینسکی، و دانیل وو اشاره کرد. وارکرفت در تاریخ ۱۰ ژوئن ۲۰۱۶ در ایالات متحده به روی پرده سینماها رفت.
در اکتبر سال ۲۰۱۴ لجندری پیکچرز، دانکن جونز و رامین جوادی را به عنوان آهنگساز استخدام کردند.

## داستان
فیلم داستان اولین برخورد میان انسان‌ها و ارک‌ها را روایت می‌کند. دنیای ارک‌ها (دراِنور) به دلیل نابودی رو به زوال است و گول‌دان، یک وارلاک قدرتمند، با باز کردن یک پورتال جادویی، ارک‌ها را به دنیای انسان‌ها (آزروث) منتقل می‌کند. این آغاز جنگی بزرگ میان دو نژاد است. در این میان، برخی از شخصیت‌ها تلاش دارند از جنگ جلوگیری کنند.

## بازیگران
- تراویس فیمل در نقش آندوین لوتار
- پائولا پاتون در نقش گِرونا هالفورسن
- بن فاستر در نقش مدیو
- دومینیک کوپر در نقش پادشاه لِین
- توبی کبل در نقش دوروتان
- بن سچنتزر
- رابرت کازینسکی
- کلنسی براون
- دانیل وو در نقش گولدن
- روث نگا
- آنا گالوین
- کلوم کیت رنی
- یوجین لیپینسکی